# Supardi Nasir
Supardi Nasir Bujang (Bangka, 9 aprile 1983) è un calciatore indonesiano, difensore del PSPS Riau.

## Caratteristiche tecniche
Terzino destro, può giocare anche come terzino sinistro o come esterno destro.

## Carriera

### Club
Comincia a giocare al PS Palembang. Nel 2004 passa al PSPS Pekanbaru. Nel 2006 si trasferisce al PSMS Medan. Nel 2008 viene acquistato dal Pelita Jaya. Nel 2010 passa allo Sriwijaya. Nel 2013 si trasferisce al Persib. Nel 2016 firma con lo Sriwijaya. Nel gennaio 2017 torna al Persib.

### Nazionale
Ha debuttato in Nazionale l'11 novembre 2006, nell'amichevole Singapore-Indonesia (1-2). Ha partecipato, con la Nazionale, alla Coppa d'Asia 2007. Ha collezionato in totale, con la maglia della Nazionale, 24 presenze.